# Passin (Burkina Faso)
Pour les articles homonymes, voir Passin.
Passin est une commune rurale située dans le département de Gao de la province du Ziro dans la région du Centre-Ouest au Burkina Faso.

## Géographie
La commune est située à 10 km à l'ouest de Gao.